# Deuxième éclipse mérinide
 (avril 2025).
Motif : Absence de sources centrées sur ce sujet
- Archive Wikiwix
- Bing
- Cairn
- DuckDuckGo
- E. Universalis
- Gallica
- Google
- G. Books
- G. News
- G. Scholar
- Persée
- Qwant
- (zh) Baidu
- (ru) Yandex
- (wd) trouver des œuvres sur Wikidata

| 1. | Préciser le motif de la pose du bandeau. | Précisez le motif de la pose du bandeau en utilisant la syntaxe suivante : {{admissibilité à vérifier\|date=avril 2025\|motif=remplacez ce texte par le motif}}                                |
| 2. | Informer les utilisateurs concernés.     | Pensez à avertir le créateur de l'article, par exemple, en insérant le code ci-dessous sur sa page de discussion : {{subst:avertissement admissibilité à vérifier\|Deuxième éclipse mérinide}} |

Cette période a été marquée par l'instabilité de la dynastie mérinide. Les vizirs tentèrent à plusieurs reprises d'imposer un souverain fantoche. Dans le même temps l'empire est scindé entre deux capitales Marrakech et Fès.
- Muhammad as-Sa`îd[1] est présenté comme héritier de son père Abû Fâris `Abd al-`Azîz à l'âge de 5 ans, en 1372. Il ne régna pas. Il est mort en 1373.
- Abû al-`Abbâs[2] soutenu par Mohammed V al-Ghanî sultan nasride de Grenade prit la succession en 1374. Mais après dix ans, ce même Nasride qui l'avait soutenu le contraignit à l'exil tandis que son vizir était assassiné. En 1384, il mit sur le trône Mûsâ, un infirme incapable fils de Abû `Inân Fâris.
- Abû Fâris Mûsâ ben Fâris[3] est né à une date inconnue. Il assura une sorte d'intérim pendant le règne de Abû al-`Abbâs de 1384 à 1386. Mûsâ est mort en 1387.
- Al-Wathiq[4] est né à une date inconnue. Assura la deuxième partie de l'intérim dans le règne de Abû al-`Abbâs de 1386 à 1387.
- Abû Zayd `Abd ar-Rahman[5] est né à une date inconnue. Pendant le règne de Abû al-`Abbâs à Fès il régna sur Marrakech de 1384 à 1387.
- Abû al-`Abbâs parvint, en 1387, à reprendre le pouvoir aux vizirs. Le Maroc connut à nouveau six ans de tranquillité bien que Abû al-`Abbâs ait profité de cette période pour reconquérir Tlemcen et Alger. Les troubles qui suivirent sa mort soudaine à Taza (1393) permirent aux souverains chrétiens de porter la guerre au Maroc.